# Björkö-Arholma socken
Björkö-Arholma socken i Uppland ingick i Bro och Vätö skeppslag, ingår sedan 1971 i Norrtälje kommun och motsvarar från 2016 Björkö-Arholma distrikt.
Socknens areal är 46,10 kvadratkilometer, varav 45,63 land.  År 2000 fanns här 364 invånare. Orten Simpnäs samt sockenkyrkan Björkö-Arholma kyrka ligger i socknen.  

## Administrativ historik
Björkö-Arholma församling bildades 1914 genom en utbrytning ur Vätö församling. 1917 bildades Björkö-Arholma landskommun genom en utbrytning ur Vätö landskommun. Landskommunen uppgick 1952 i Väddö storkommun som 1971 uppgick i Norrtälje kommun. Församlingen uppgick 2014 i Väddö och Björkö-Arholma församling, från 2018 benämnd Väddö församling..
1 januari 2016 inrättades distriktet Björkö-Arholma, med samma omfattning som församlingen hade 1999/2000.  
Socknen har tillhört län, fögderier, tingslag och domsagor enligt vad som beskrivs i artikeln Bro och Vätö skeppslag. De indelta båtsmännen tillhörde Södra Roslags 1:a båtsmanskompani.

## Geografi
Björkö-Arholma socken ligger nordost om Norrtälje och omfattar främst Arholma, Idö och södra delen av Väddö (Björkö). Socknens öar är jämna och skogrika.
Socknen avgränsas i söder av Lidöfjärden, i sydost av Havssvalget och i öster av Ålands hav. Bland övriga öar kan nämnas Villösan och Viberön.
Inom socknen finns flera byar, några med ganska omfattande fritidsbebyggelse: Marum, Skeppsmyra, Simpnäs, Stridsby, Öster och Väster Edsvik, Skenninge samt Kulla. På ön Arholma ligger Arholma by med bland annat Arholma kyrka.

## Fornlämningar
Några enstaka tomtningar har påträffats.

## Namnet
Namnet är sammansatt av önamnen Björkö och Arholma. Björkö skrev 1409 Birke, 'björkebstånd'. Arholma innehåller förleden örn.